# Campanas (Tiebas)
Campanas (Arrizabalaga en euskera) es un lugar habitado perteneciente al concejo de Muruarte de Reta del municipio español de Tiebas-Muruarte de Reta de la Comunidad Foral de Navarra, situado en la merindad de Sangüesa, en la Cuenca de Pamplona y a 14 km de la capital de la comunidad, Pamplona. Su población en 2008 fue de 151 habitantes. 
El poblado de Campanas está ubicado junto a la carretera nacional N-121 y junto a la vía del ferrocarril Pamplona-Castejón.

## Historia
Hasta 1943 formó parte del municipio de Biurrun, pero en ese año fue segregado de dicha entidad y agregado, junto a Muruarte de Reta (segregado a su vez del municipio de Elorz) a Tiebas, localidad de la que dista apenas un kilómetro, para formar el nuevo municipio de Tiebas-Muruarte de Reta.

## Comunicaciones
| Eskualdeko Hiri Garraioa/Transporte Urbano Comarcal |   |
| Taxi Iruñerria                                      |   |
| Zona                                                | B |
| Estaciones                                          |   |

- Datos: Q12254145